# Poses
Pour les articles homonymes, voir Poses (homonymie).
Poses est une commune française située dans le département de l'Eure, en région Normandie.

## Géographie

### Localisation
Le village de Poses (département de l'Eure) est riverain de la Seine à une centaine de kilomètres de la mer et de Paris à vol d'oiseau. Il est par le fleuve à 170 km de Honfleur et 200 km de Notre-Dame de Paris. Il est à l'intérieur du méandre de la boucle de Poses en rive gauche au confluent des vallées de l'Eure en rive droite et de celle de l'Andelle en rive droite.
La commune est limitrophe de celles de Léry, Val-de-Reuil, Tournedos, Le Manoir, Pîtres et Amfreville-sous-les-Monts.
| Val-de-Reuil           | Pîtres, Amfreville-sous-les-Monts | Amfreville-sous-les-Monts                                                     |
| Val-de-Reuil (enclave) | Poses                             | Amfreville-sous-les-Monts                                                     |
| Léry, Val-de-Reuil     | Val-de-Reuil                      | Porte-de-Seine (comm. dél. de Tournedos-sur-Seine), Vatteville (par un angle) |

### Caractéristiques géographiques
La commune occupe une emprise de près de 7 km2 sur la rive convexe du fleuve au droit du barrage de Poses dernier barrage sur la Seine avant la mer en englobant de multiples iles de la Seine. La plaine de Poses est calée à moins de 10 m NGF et la rive opposée avec ces coteaux surplombent le site à 130 m NGF environ avec sur l'éperon, le panorama des Deux-Amants, délimitant la vallée de l'Andelle au débouché vers la Seine. La côte des Deux-Amants marque la limite des plateaux s'étendant vers le Vexin Normand.

### Empreintes écologiques
Le barrage de Poses est un ouvrage artificiel à déversoir sur la Seine construit à la fin du XIXe siècle (1885), comme une dizaine d'autres entre Paris et la mer à cette époque. Une petite centrale hydro-électrique lui a été adjointe en 1991 afin d'exploiter la chute d'eau. Le barrage régule le niveau de la Seine pour la rendre navigable en maintenant une cote de 8,35 m GNF dans le bief amont, et est accolé aux écluses d'Amfreville-sous-les-Monts, séparées du barrage par la Grande Île. Une passerelle piétonne emprunte le barrage sur la Seine et surplombe les écluses pour franchir le fleuve. Des passes à poissons sur les deux rives ont vocation de sauvegarder la continuité écologique en permettant aux poissons migrateurs d'assurer leur périple comme c'était le cas avant l'aménagement de la Seine.
La plaine de Poses, autrefois occupée par des bois et des terres cultivées, a été le siège d'importantes exploitations de carrières alluvionnaires (ballastières) fournissant du gravier à béton pour la région parisienne puis la construction de la ville nouvelle de Val-de-Reuil. Cela a donné naissance à de grands étangs largement réaménagés pour l'environnement et les oiseaux (réserves de la Grande Noë) et les loisirs nautiques avec la création de la base régionale de plein air et de loisirs de Léry-Poses.

### Voies de communication et transports
Le sentier de grande randonnée 2 (GR2) passe par la commune.

### Hydrographie
La commune est située dans le bassin Seine-Normandie. Elle est drainée par la Seine, la dérivation d'Amfreville, le fossé 01 de la commune des Damps, le fossé 01 des Buissons des Noës, la Seine et divers autres petits cours d'eau,.

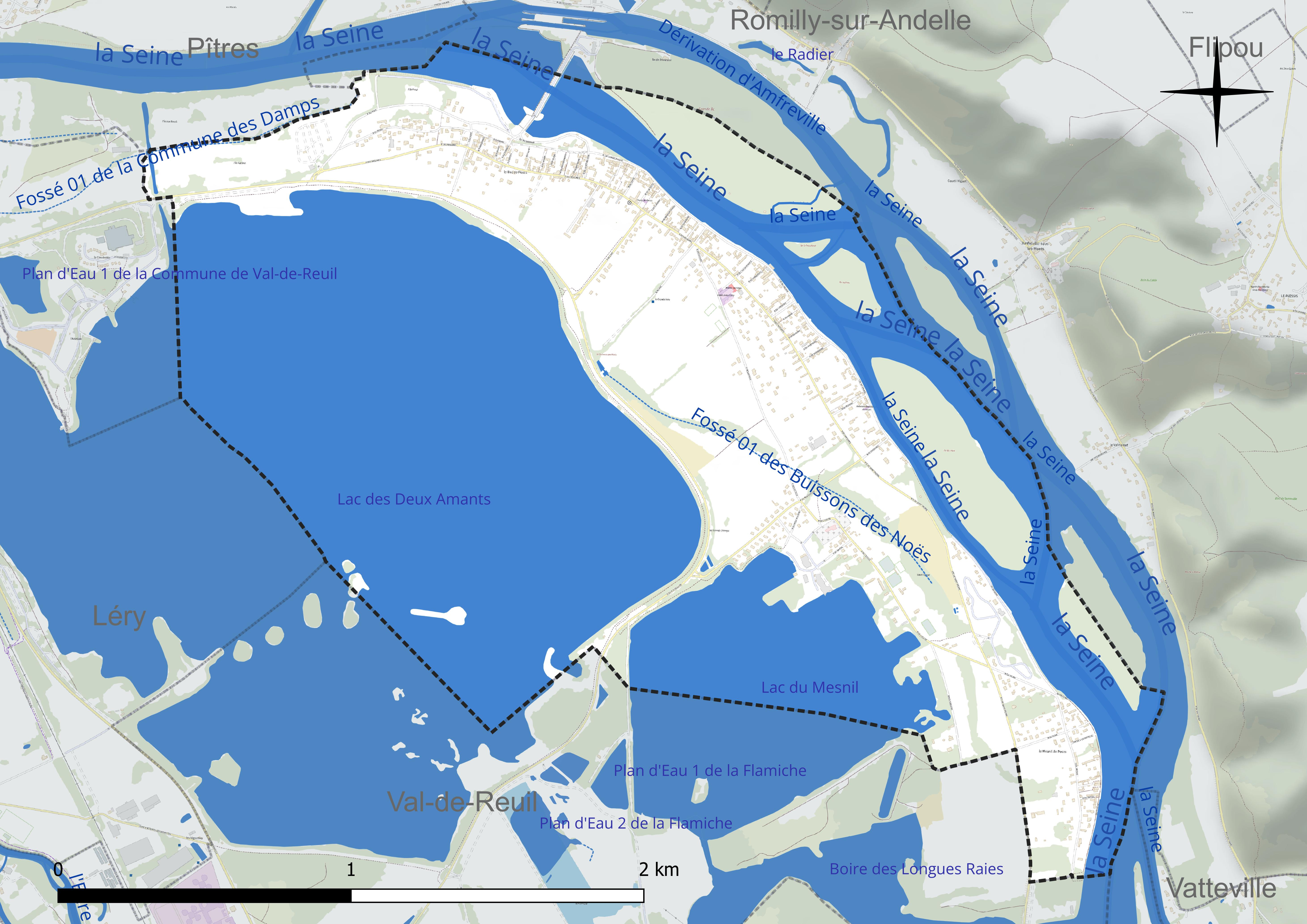
Réseau hydrographique de Poses.

Deux plans d'eau complètent le réseau hydrographique : le lac des Deux Amants, d'une superficie totale de 362,9 ha (196,7 ha sur la commune) et le lac du Mesnil, d'une superficie totale de 67,2 ha (38,2 ha sur la commune),.

### Climat
Pour des articles plus généraux, voir Climat de la Normandie et Climat de l'Eure.
En 2010, le climat de la commune est de type climat océanique dégradé des plaines du Centre et du Nord, selon une étude du CNRS s'appuyant sur une série de données couvrant la période 1971-2000. En 2020, Météo-France publie une typologie des climats de la France métropolitaine dans laquelle la commune est exposée à un climat océanique et est dans la région climatique  Côtes de la Manche orientale, caractérisée par un faible ensoleillement (1 550 h/an) ; forte humidité de l’air (plus de 20 h/jour avec humidité relative > 80 % en hiver), vents forts fréquents. Parallèlement le GIEC normand, un groupe régional d’experts sur le climat, différencie quant à lui, dans une étude de 2020, trois grands types de climats pour la région Normandie, nuancés à une échelle plus fine par les facteurs géographiques locaux. La commune est, selon ce zonage, exposée à un « climat des plateaux abrités », correspondant aux plaines agricoles de l’Eure, avec une pluviométrie beaucoup plus faible que dans la plaine de Caen en raison du double effet d’abri provoqué par les collines du Bocage normand et par celles qui s’étendent sur un axe du Pays d'Auge au Perche.
Pour la période 1971-2000, la température annuelle moyenne est de 11,2 °C, avec une amplitude thermique annuelle de 14,2 °C. Le cumul annuel moyen de précipitations est de 737 mm, avec 11,9 jours de précipitations en janvier et 7,7 jours en juillet. Pour la période 1991-2020, la température moyenne annuelle observée sur la station météorologique la plus proche, située sur la commune de Muids à 10 km à vol d'oiseau, est de 12,0 °C et le cumul annuel moyen de précipitations est de 609,1 mm,. Pour l'avenir, les paramètres climatiques de la commune estimés pour 2050 selon différents scénarios d’émission de gaz à effet de serre sont consultables sur un site dédié publié par Météo-France en novembre 2022.

## Urbanisme

### Typologie
Au 1er janvier 2024, Poses est catégorisée commune rurale à habitat dispersé, selon la nouvelle grille communale de densité à 7 niveaux définie par l'Insee en 2022.
Elle est située hors unité urbaine. Par ailleurs la commune fait partie de l'aire d'attraction de Louviers, dont elle est une commune de la couronne,. Cette aire, qui regroupe 44 communes, est catégorisée dans les aires de 50 000 à moins de 200 000 habitants,.

### Occupation des sols
L'occupation des sols de la commune, telle qu'elle ressort de la base de données européenne d’occupation biophysique des sols Corine Land Cover (CLC), est marquée par l'importance des territoires agricoles (23,6 % en 2018), en diminution par rapport à 1990 (39,9 %). La répartition détaillée en 2018 est la suivante :
eaux continentales (58,7 %), zones agricoles hétérogènes (23,6 %), zones urbanisées (9,4 %), espaces verts artificialisés, non agricoles (4,9 %), forêts (3,4 %), mines, décharges et chantiers (0,1 %). L'évolution de l’occupation des sols de la commune et de ses infrastructures peut être observée sur les différentes représentations cartographiques du territoire : la carte de Cassini (XVIIIe siècle), la carte d'état-major (1820-1866) et les cartes ou photos aériennes de l'IGN pour la période actuelle (1950 à aujourd'hui).

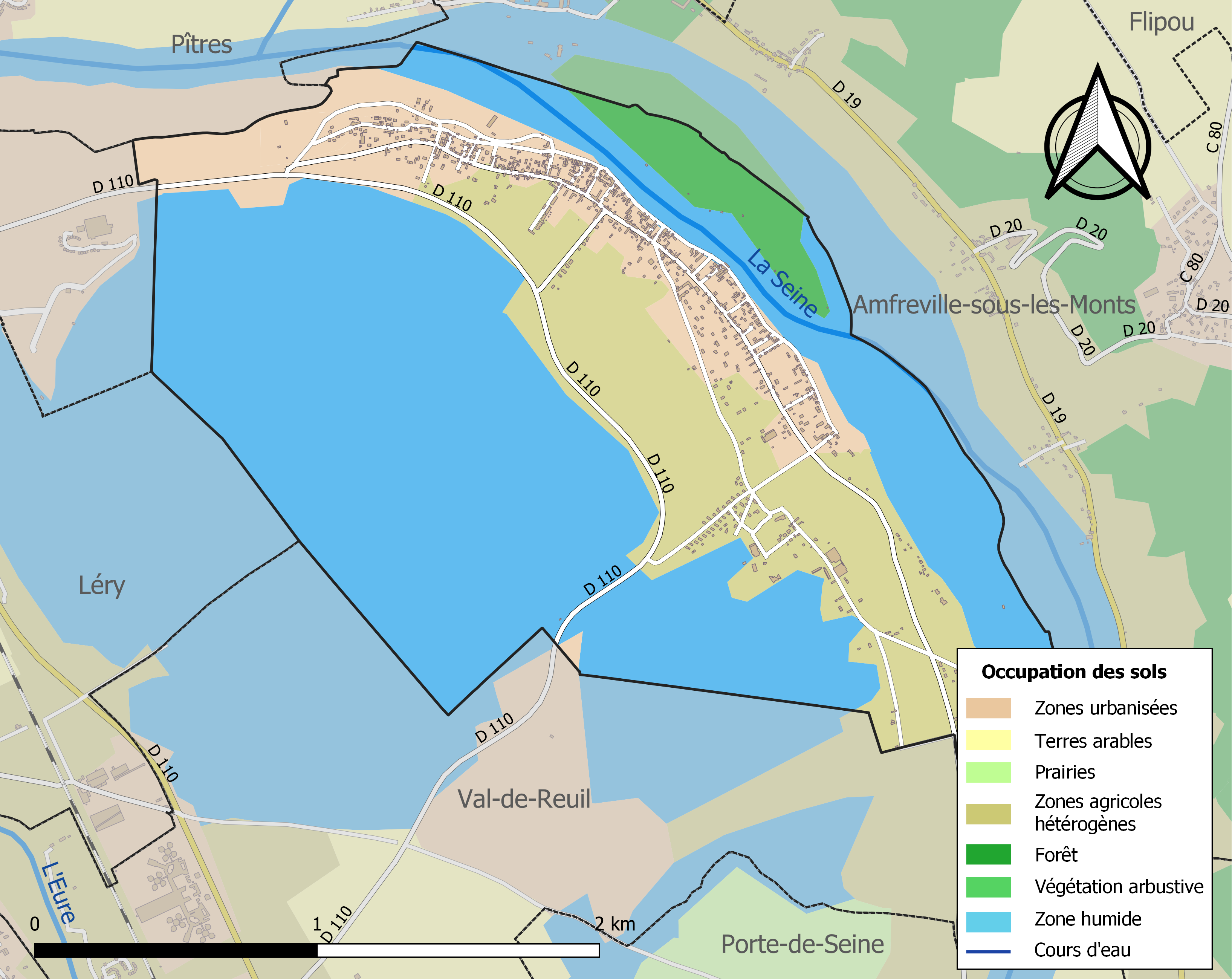
Carte des infrastructures et de l'occupation des sols de la commune en 2018 (CLC).

## Toponymie
Le nom de la localité est attesté sous les formes Pausus en 700 (chron. de Fontenelle), Pausa en 1026 (charte de Richard le Bon), Posas au XIe siècle, Poses vers 1043, Posæ en 1198, Poze en 1631 (Tassin, Plans et profilz), Posez en 1748 (lettres patentes de Louis XV).
Du latin pausum, variante attestée de pausa « pause, arrêt, repos, station ».

## Histoire
Un bac permettait de traverser la Seine ce qui donnait droit à une taxe ; le droit de travers.
Le village de Poses est très marqué par son passé fluvial et très ancré dans la culture marinière et batelière,. Des bateaux-musées, la péniche Midway II et la Fauvette, remorqueur fluvial, retracent ce passé très présent. Le village abrite de nombreux mariniers en retraite et l'on dit même que ce village a été fondé par des pêcheurs.
Poses est le point le plus haut où était autrefois ressenti le mascaret sur la Seine, à près de 175 km de la mer.
Depuis la construction du barrage (1885), le trafic navigant ne passe plus dans le village. Il emprunte le passage derrière les îles de Seine par la rive droite qui mène aux écluses d'Amfreville-sous-les-Monts.

## Risque d'inondation
Le village a connu, à l'instar des communes riveraines du fleuve, de nombreuses inondations. Les plus anciennes remontent à l'hiver 358-359 ou encore 588. Depuis lors, les crues mémorables, dont celle de février 1658, ont été marquées dans la pierre (un repère de crue d'une église à Rouen[Laquelle ?] en témoigne). Les textes anciens[Lesquels ?] révèlent que presque tous les hivers, les crues se produisaient, empêchant le travail des chevaux de halage, d'autant que les chemins étaient en mauvais état.
Par la suite, les statistiques établies au XXe siècle rappellent les crues des années 1910, 1920, 1924, 1945, mars-avril 2001 et mai-juin 2016. Celle de janvier-février 1910 est restée ancrée dans les archives, étant qualifiée de centenaire : un débit journalier de l'ordre de 2 800 m3/s. On estime que, dans la boucle de Poses, un tiers du débit du fleuve s'écoulait en dehors du lit mineur, et que la rupture de la digue en amont du village (et s'étendant jusqu'à Saint-Pierre-du-Vauvray) a favorisé ces déversements.
La crue de 1910 est dite « crue de référence » (Plus Hautes Eaux Connues) pour établir le plan de prévention du risque inondation de la boucle de Poses, approuvé par le préfet, qui est en vigueur depuis une quinzaine d'années.
Depuis plusieurs décennies, le barrage a protégé le village de Poses des inondations. Le niveau d'eau n'a pas monté en 2001, ni 2016.

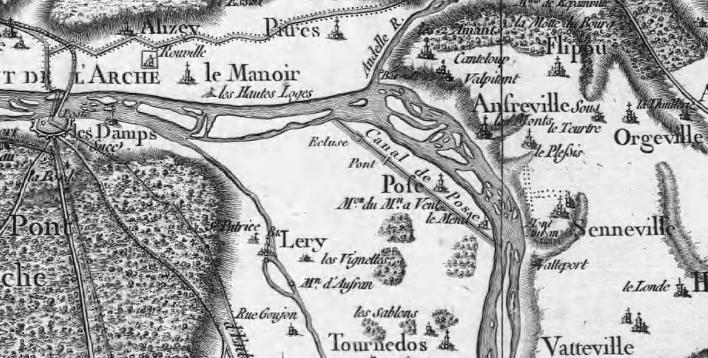
Poses sur la carte de Cassini, fin du XVIIIe siècle.

## Politique et administration
| Période                                  | Période   | Identité         | Étiquette | Qualité            |
| ---------------------------------------- | --------- | ---------------- | --------- | ------------------ |
|                                          | 1864      | Lenfant          |           |                    |
| 1888                                     |           | Séguier          |           | Serrurier-ajusteur |
| mars 1977                                | juin 1995 | Hubert Labrouche |           |                    |
| juin 1995                                | mars 1998 | Albert Zeo       |           |                    |
| mars 1998                                | mars 2008 | Ghislaine Raud   |           |                    |
| mars 2008                                | mars 2014 | Pierre Aubinais  | SE        |                    |
| mars 2014                                | mai 2020  | Didier Piednoël  | SE        | Ingénieur          |
| mai 2020                                 | En cours  | Georgio Loiseau  | DVG       |                    |
| Les données manquantes sont à compléter. |           |                  |           |                    |

## Démographie
L'évolution du nombre d'habitants est connue à travers les recensements de la population effectués dans la commune depuis 1793. Pour les communes de moins de 10 000 habitants, une enquête de recensement portant sur toute la population est réalisée tous les cinq ans, les populations de référence des années intermédiaires étant quant à elles estimées par interpolation ou extrapolation. Pour la commune, le premier recensement exhaustif entrant dans le cadre du nouveau dispositif a été réalisé en 2006.

En 2022, la commune comptait 1 118 habitants, en évolution de −6,68 % par rapport à 2016 (Eure : −0,25 %, France hors Mayotte : +2,11 %).
| 1793  | 1800  | 1806  | 1821  | 1831  | 1836  | 1841  | 1846  | 1851  |
| ----- | ----- | ----- | ----- | ----- | ----- | ----- | ----- | ----- |
| 1 055 | 1 252 | 1 342 | 1 177 | 1 417 | 1 474 | 1 511 | 1 510 | 1 398 |

| 1856  | 1861  | 1866  | 1872  | 1876  | 1881  | 1886  | 1891  | 1896  |
| ----- | ----- | ----- | ----- | ----- | ----- | ----- | ----- | ----- |
| 1 239 | 1 211 | 1 206 | 1 125 | 1 047 | 1 082 | 1 048 | 1 030 | 1 010 |

| 1901  | 1906 | 1911 | 1921 | 1926 | 1931 | 1936 | 1946 | 1954 |
| ----- | ---- | ---- | ---- | ---- | ---- | ---- | ---- | ---- |
| 1 001 | 963  | 899  | 839  | 817  | 850  | 902  | 897  | 983  |

| 1962 | 1968  | 1975 | 1982 | 1990  | 1999  | 2006  | 2011  | 2016  |
| ---- | ----- | ---- | ---- | ----- | ----- | ----- | ----- | ----- |
| 973  | 1 082 | 976  | 957  | 1 024 | 1 107 | 1 111 | 1 165 | 1 198 |

| 2021  | 2022  | - | - | - | - | - | - | - |
| ----- | ----- | - | - | - | - | - | - | - |
| 1 130 | 1 118 | - | - | - | - | - | - | - |

## Culture locale et patrimoine

### Lieux et monuments

#### Église Saint-Quentin (XIIe,XVe,XVIe–XIXesiècle)
Le diocèse catholique d'Évreux en est l'affectataire par l'intermédiaire de la paroisse Saint-Pierre-des-Deux-Rives qui dessert cette église.
L'église est située dans le cimetière le long de la route. Elle adopte un plan allongé à un vaisseau avec un transept saillant du côté sud. L'édifice est précédé d’un bâtiment en brique faisant office de porche. La nef d’origine romane est scandée par trois travées. Une tour de section carrée s’élève au-dessus du carré du transept, flanquée d’un escalier en vis sans jour. Elle est suivie par un chœur à deux travées avec une abside à trois pans flanquée d’un bâtiment annexe.
La façade principale, à l’ouest, en saillie par rapport à la nef, est constituée d’un porche couvert d'une toiture en bâtière. Cette façade en mur pignon s’élève sur deux niveaux séparés par une corniche saillante. Le premier niveau est constitué d’un portail en bois encadré de pilastres. De part et d’autre de la porte se trouvent deux fines baies cintrées. Au deuxième niveau, une triple baie cintrée perce le fronton triangulaire. La nef est couverte en bâtière et percée de baies cintrées. La tour-clocher, percée de fines baies et épaulée de contreforts angulaires, surmonte le transept par sa toiture en pavillon prolongée par une flèche polygonale à égout retroussé. Le transept en saillie par rapport à la face méridionale, couvert en bâtière, est percé d’une large baie cintrée à remplage gothique. Le chœur, épaulé de contreforts, est éclairé par des baies en arc brisé à remplage flamboyant.
L'édifice s’élève sur un seul niveau. La nef est couverte d’une voûte lambrissée à poutres apparentes. Le chœur est constitué de croisées d’ogives successives.
Les fenêtres dans les murs de la nef sont les seuls vestiges de l'édifice du XIIe siècle. La tour-clocher date du quatrième quart du XVe siècle. Le chœur et la chapelle sud ont été édifiées au XVIe siècle. Le porche à tribune a été construit en 1879. Entre 2002-2004, les bénévoles de l'association Chantiers histoire et architecture médiévales ont participé à un chantier de restauration de l'église. La toiture de l'église a été restaurée en 2012.
À l'intérieur : retables, sculpture monumentale, et des graffiti datés du XVIe au XIXe siècle représentants d'immenses besognes (bateaux à fond plat emblématiques de la marine de Seine à voile de 30 à 60 m de long pour 175 à 600 tonnes de fret). Les sculptures et les vitraux mettent à l'honneur saint Nicolas, le protecteur des marins, et sur un vitrail contemporain saint Adjutor, le patron des mariniers et de Vernon. À voir également l'ancre qui sert de support au Christ surplombant la nef et dans la chapelle des mariniers, la maquette d'un remorqueur suspendue en guise d'ex-voto.
Liste des curés
Les registres les plus anciens datent de 1586.
- Louis Le Febure -1606
- Jacques Lequeu 1606-
- Sylvestre Delacroix - vers 1670
- Jean Moulin -1690 ; il se résigne en faveur de Pierre Poussin.
- Pierre Poussin 1690-1719
- Langlois 1720-1721
- Estienne Marie 1721-1753
- Jacques Guerard 1755
- Jacques Philippe Germaine 1756 ; il est pourvu de la cure de Landepéreuse la même année.
- Léonard Calon 1757-1790< ; il se résigne en faveur de Denis Lefèbvre.
- Denis Lefèbvre 1790-

#### Autres lieux
- Site archéologique « Sur la Mare », Groupe de Villeneuve-Saint-Germain, Néolithique ancien.

### Patrimoine naturel
- Île sur la Seine : Grande Île

#### Site inscrit
- Les falaises de l'Andelle et de la Seine,  Site inscrit (1981)[33].

### Personnalités liées à la commune
- Marcel Niquet (1889-1968), peintre.

## Économie, loisirs et culture

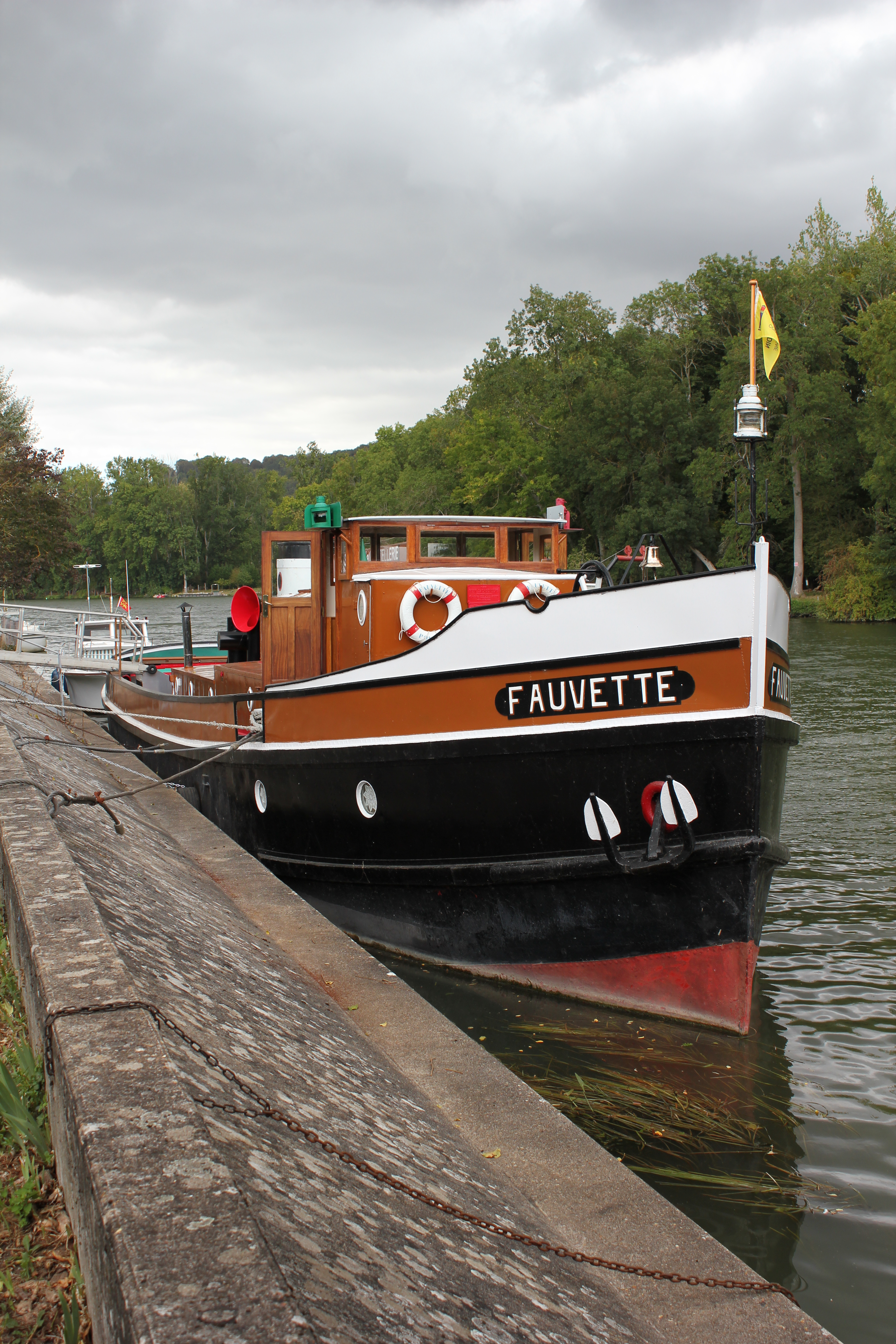
Le remorqueur de Seine Fauvette.

Ce village de charme avec son bord de Seine de plusieurs kilomètres et son paysage grandiose attire des milliers de visiteurs tous les ans. C ‘est la promenade du dimanche des personnes des alentours et des touristes qui apprécient cette partie de Seine préservée.
- La centrale hydro-électrique sur le barrage de Poses, et qui possède une « passe à poissons » où a été aménagée une chambre d'observation sous-marine ouverte au public (selon les périodes).
- La base de loisirs de Léry-Poses.
- Poses, est le village du ski nautique qui se pratique sur la Seine. Le Cercle Nautique Rouen-Poses a abrité des champions d'Europe, dont le fils de Guy Leprince, ancien président de la FFSN et Patrice Martin qui y a effectué à neuf ans sa première compétition.
- Regroupés dans le Musée de la batellerie, la péniche Midway et le Fauvette retracent l'histoire de la batellerie sur la Seine. Le Fauvette, remorqueur fluvial de 1928, est classé monument historique[35].